# Villa Porthälla

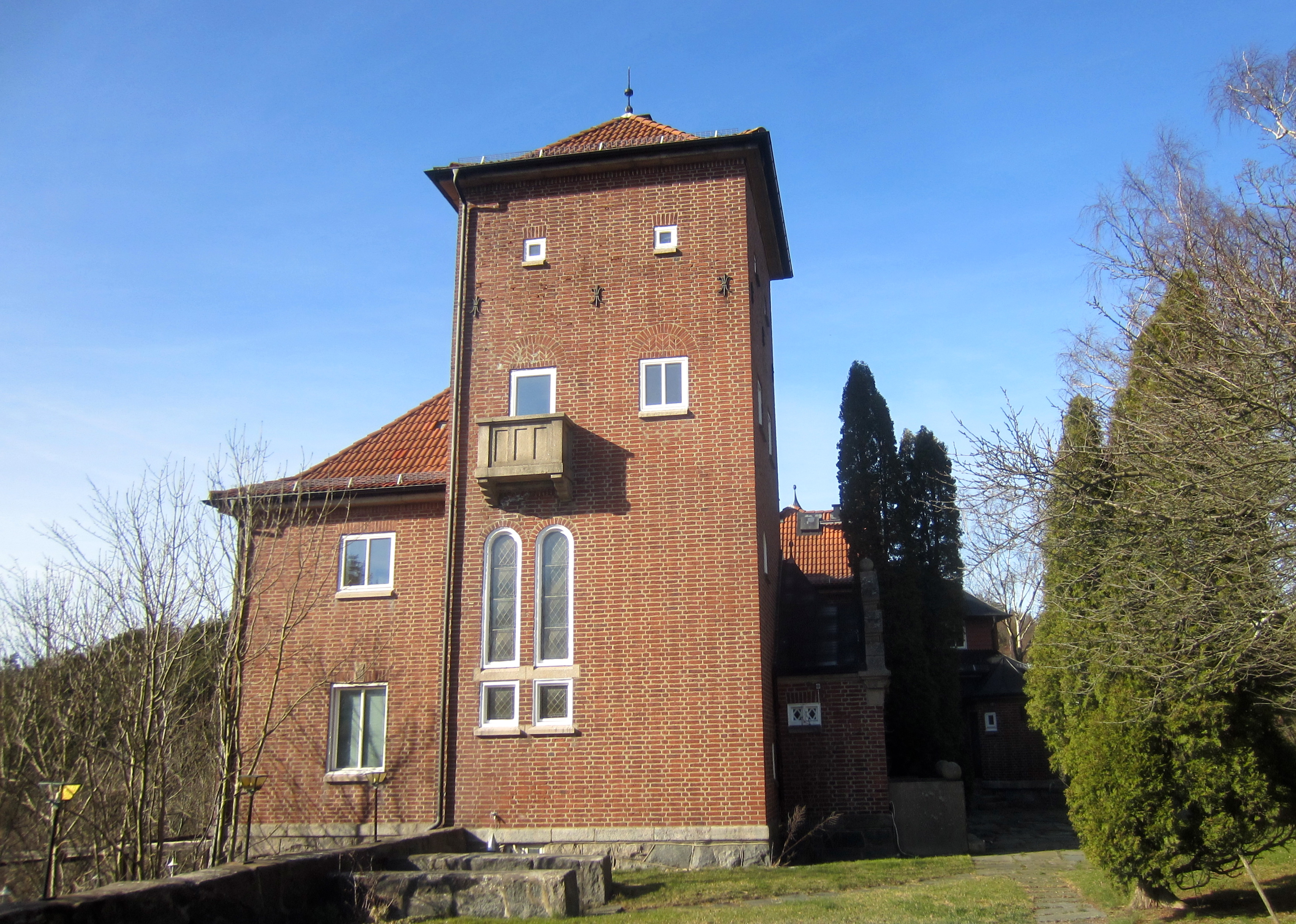
Villa Porthälla i Partille. Huset ritades av Hjalmar Zetterström och var färdigbyggt 1918.

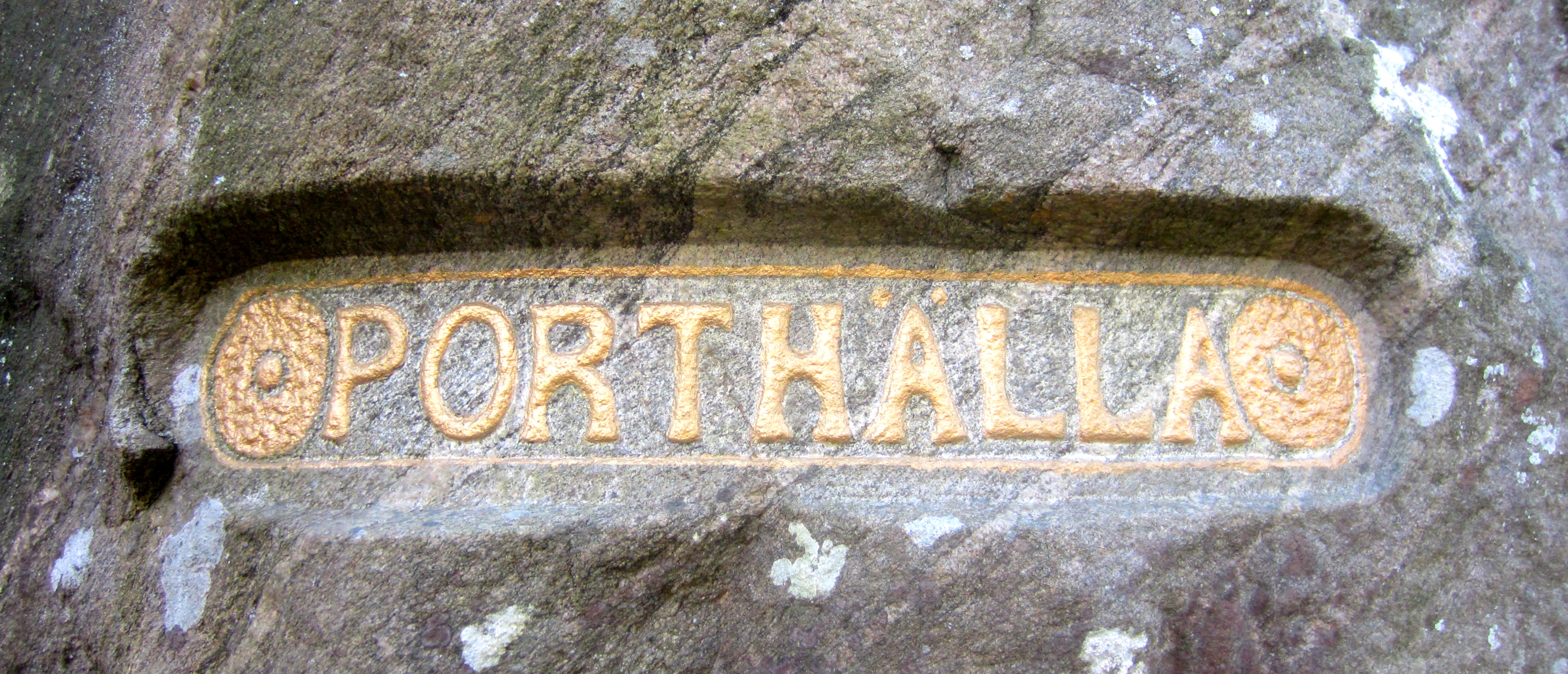
Inskription i berget vid entrén till Villa Porthälla.

Villa Porthälla är en byggnad i villastaden Paradiset på Kyrkåsberget i Partille kommun. Huset har haft många olika ägare under årens lopp. Numera är villan uppdelad i flera lägenheter.
Villan byggdes mellan 1914 och 1918 för direktör Ernst Harbeck (1849–1938) och hans familj. Villan är ritad av arkitekten Hjalmar Zetterström. Harbeck ville att byggnaden utvändigt skulle efterlikna en medeltida tysk borg i sten och tegel. Villan är byggd i fem plan och har en boyta på 446 m² och innehåller 17 rum. Villan har av lokalbefolkningen alltid kallats ”Borgen”. 
Hösten 1972 gjordes en stor polisrazzia mot villan, och då avslöjades en av Sveriges största bordellhärvor genom tiderna. Den utbredda verksamheten fick ett abrupt slut och ledde till långa fängelsestraff för de inblandade. 
Sångaren Peter Holm ägde huset ett tag under 1970-talet. Under några år hade Hare Krishna huset och använde det som kloster. I slutet av 2012 köptes huset av Partillebo, som är Partille kommuns bostadsbolag.